# 1382
1382 (MCCCLXXXII) je bilo navadno leto, ki se je po julijanskem koledarju začelo na sredo.

## Dogodki
- Turki zavzamejo Sofijo
- Trst se postavi pod zaščito Habsburžanov.

## Smrti
- 9. maj - Margareta I., burgundska grofica (* 1309)
- 24. junij - Winrich von Kniprode, veliki mojster vitezov križnikov (* 1310)
- 11. julij - Nicole Oresme, francoski škof, matematik, astronom, filozof (* 1323)
- 13. avgust - Eleanora Aragonska, kastiljska kraljica (* 1358)
- 15. avgust[1] - Kęstutis, litvanski veliki knez (* 1297)
- 10. september - Ludvik I., madžarski kralj (* 1326)
- 4. oktober - Ludovico II. Gonzaga, italijanski plemič, vladar Mantove (* 1334)
- 13. oktober - Peter II. Lusignanski, ciprski kralj (* 1357)
- 16. oktober - Michele Morosini, 61. beneški dož (* 1308)
- 27. november - Philip van Artevelde, flamski narodni heroj (* 1340)

Neznan datum
- Biruta, velika litovska kneginja (* ni znano)